# Conferencia Episcopal Paraguaya
La Conferencia Episcopal Paraguaya es una institución de carácter religioso que agrupa a todos los obispos católicos del Paraguay.

## Objetivo
Tiene por objeto conseguir el mayor bien que la Iglesia proporciona a los hombres y mujeres del país. En sus reuniones periódicas, los obispos ejercen unidos su cargo pastoral, tratando asuntos comunes e intercambiando experiencias y juicios que les permiten descubrir, sobre todo, las formas y métodos pastorales más acomodados a las circunstancias del tiempo y del país.

## Presidencia[3]
Por un periodo electivo de tres años los Obispos de Paraguay eligen a su directiva.
Directiva 2024-2027
| Presidente                             | Vicepresidente                    | Tesorero                       | Secretario General            |
| -------------------------------------- | --------------------------------- | ------------------------------ | ----------------------------- |
| Excmo. Mons. Pierre Laurent Jubinville | Excmo. Mons. Miguel Ángel Cabello | Excmo. Mons. Celestino Ocampos | Excmo. Mons. Roberto Zacarías |

SECRETARIO GENERAL ADJUNTO
- Pbro. Sergio Ayala Viveros, Sacerdote.

'CONSEJO EPISCOPAL PERMANENTE
- Excmo. Mons. Adalberto Martínez Flores, Arzobispo de Asunción, Administrado Apostólico de FF.AA y Policía Nacional.
- Excmo. Mons. Pierre Laurent  Jubinville, Obispo de San Pedro.
- Excmo. Mons. Miguel Ángel Cabello, Obispo de Villarrica del Espíritu Santo.
- Excmo. Mons. Roberto Zacarías, Obispo de Canindeyu.
- Excmo. Mons. Celestino Ocampo, Obispo de Carapeguá.

## Miembros de la CEP[4]
Son miembros todos los Arzobispos y Obispos Diocesanos, a los Administradores Diocesanos y todos los equiparados en derecho a los Obispos Diocesanos, al Obispo Castrense, a los Coadjutores y Auxiliares y los Obispos Titulares que desempeñen sus funciones dentro de la nación paraguaya.

### Arzobispo
1. Excmo. Mons. Adalberto Cardenal Martinez Flores, Arzobispo de Asunción.

### Obispos
1. Excmo. Mons. Amancio Benitez, Obispo de Benjamín Aceval.
2. Excmo. Mons. Ricardo Jorge Valenzuela Ríos, Obispo de Caacupé.
3. Excmo. Mons. Marcelo Benítez Martínez, OFM, Obispo de Caazapá
4. Excmo. Mons. Pedro Collar Noguera, Obispo de Ciudad del Este.
5. Excmo. Mons. Juan Bautista Gavilán Velásquez, Obispo de Coronel Oviedo.
6. Excmo. Mons. Francisco Javier Pistilli Scorzara, Obispo de Encarnación.
7. Excmo. Mons. Ósmar Pedro López Benítez, Obispo de San Juan Bautista de las Misiones.
8. Excmo. Mons. Joaquín Hermes Robledo Romero, Obispo de San Lorenzo.
9. Excmo. Mons. Miguel Ángel Cabello Almada, Obispo de Villarrica del Espíritu Santo.
10. Diócesis de Concepción en Paraguay| Sede Vacante

### Ordinariato Militar
1. Excmo. Mons. Adalberto Martínez Flores, Ordinario Militar de Paraguay.

### Vicarios Apostólicos
1. Excmo. Mons. Gabriel Narciso Escobar Ayala, Vicario Apostólico del Chaco Paraguayo.
2. Excmo. Mons. Miguel Fritz, Vicario Apostólico de Pilcomayo.

### Arzobispo y obispos eméritos
Todos los arzobispos y obispos al cumplir los 75 años de edad pasan a retiro según normas de la Iglesia Católica.
1. Excmo. Mons.Edmundo Ponciano Valenzuela Mellid Arzobispo emérito de Asunción.
2. Excmo. Mons. Ignacio Gogorza Izaguirre, Obispo emérito de Encarnación.
3. Excmo. Mons. Claudio Silvero Acosta, Obispo auxiliar emérito de Encarnación.
4. Excmo. Mons. Mario Melanio Medina, Obispo emérito de San Juan Bautista Misiones.
5. Excmo. Mons. Claudio Gimenez, Obispo emérito de Caacupe.
6. Excmo. Mons. Candido Cárdenas, Obispo emérito de Benjamín Aceval.
7. Excmo. Mons.Heinz Wilhelm Steckling Obispo emérito de Ciudad del Este.
8. Excmo. Mons. Lucio Alfert,Obispo emérito del Vicariato Apostólico de Pilcomayo.